# David Justino
José David Gomes Justino GCIH • GCIP (Oeiras, Oeiras e São Julião da Barra, 29 de janeiro de 1953) é um sociólogo e político português.

## Biografia
Licenciou-se em Economia pelo Instituto Superior de Economia da Universidade Técnica de Lisboa e doutorou-se em Sociologia pela Faculdade de Ciências Sociais e Humanas da Universidade Nova de Lisboa. A sua dissertação de doutoramento, intitulada Formação do Espaço Económico Nacional. Portugal 1810-1914 recebeu o Prémio Calouste Gulbenkian de Ciência e Tecnologia, em 1987.
Iniciou a sua carreira como assistente do Instituto Superior de Economia e Gestão, sendo hoje professor associado com agregação da Faculdade de Ciências Sociais e Humanas.
Foi investigador na Universidade de Évora, consultor da Bolsa de Valores de Lisboa, da Fundação Luso-Americana e do Taguspark.
Foi militante do Movimento de Esquerda Socialista (1974-1975) e aderiu, em 1992, ao Partido Social Democrata, pela mão de Isaltino Morais. É vice-presidente da Comissão Política Nacional, liderada por Rui Rio. Desempenhou os cargos de vereador da Habitação Social na Câmara Municipal de Oeiras (1994-2001) e de deputado à Assembleia da República (1999-2002).
Em 2002 ingressou no governo de José Manuel Durão Barroso, como Ministro da Educação do XV Governo Constitucional (2002-2004).
Foi ainda presidente do Conselho Nacional de Educação e consultor do Presidente da República Aníbal Cavaco Silva para os Assuntos Sociais.
Foi Vice-Presidente da Comissão Política Nacional do Partido Social Democrata na liderança de Rui Rio.
Aposentou-se em março de 2023.

### Condecorações
A 26 de janeiro de 2016, foi agraciado com o grau de Grã-Cruz da Ordem do Infante D. Henrique. A 23 de janeiro de 2023, foi agraciado com o grau de Grã-Cruz da Ordem da Instrução Pública.

## Funções governamentais exercidas
- XV Governo Constitucional
  - Ministro da Educação